# Chislavičskij rajon
Il Chislavičskij rajon (in russo Хиславичский район?) è un rajon dell'Oblast' di Smolensk, nella Russia europea; il capoluogo è Chislaviči. Istituito nel 1928, ricopre una superficie di 1.161,04 chilometri quadrati.